# Affaire James Byrd, Jr.
Pour les articles homonymes, voir Byrd.
L’affaire James Byrd, Jr. est une affaire criminelle américaine qui a défrayé la chronique en juin 1998, à la suite de la torture et du meurtre raciste le 7 juin 1998 à Jasper, au Texas d'un afro-américain, James Byrd, Jr. (né le 2 mai 1949) par trois  suprématistes blancs, Shawn Berry, Lawrence Russell Brewer et John King.  
King et Brewer ont été condamnés à mort et Berry à perpétuité. Brewer a été exécuté le 21 septembre 2011 et King le 24 avril 2019. Une nouvelle loi fédérale contre les crimes haineux, la Matthew Shepard and James Byrd Jr. Hate Crimes Prevention Act (en) fut votée en 2009.

## Meurtre
James Byrd, Jr. se serait vu proposer d'être déposé en voiture sur son trajet, mais au lieu de cela, il a été amené dans un endroit isolé. Il a été traîné derrière un pick-up le long d'une route d'asphalte après qu'une lourde chaîne a été attachée autour de ses chevilles. Byrd a été tiré sur plus de quatre kilomètres alors que le véhicule roulait volontairement en zigzag. Byrd, qui est resté conscient pendant la plus grande partie de son calvaire, a été tué lorsque son corps a frappé un muret sur le côté de la route, le touchant au bras droit et le décapitant. Les assassins ont conduit sur un peu plus d'un autre kilomètre avant de jeter son torse en face d'un cimetière afro-américain à Jasper.

## La victime
James Byrd Jr. est né le 2 mai 1949 à Beaumont (Texas), l'un des neuf enfants de Stella (1925 – 6 octobre 2010) et James Byrd Sr. (né en 1924).
Ross Byrd, le seul fils de James Byrd Jr., fit partie de "Murder Victims' Families for Reconciliation", une organisation qui s'oppose à la peine de mort. Il fit campagne pour épargner les vies de ceux qui avaient tué son père et apparait brièvement dans le documentaire Deadline,.

## Les trois assassins
Brewer était membre du Ku Klux Klan et n'a montré aucun remords pour son crime, déclarant « À dire vrai, je referais la même chose ».

## Procès et exécutions

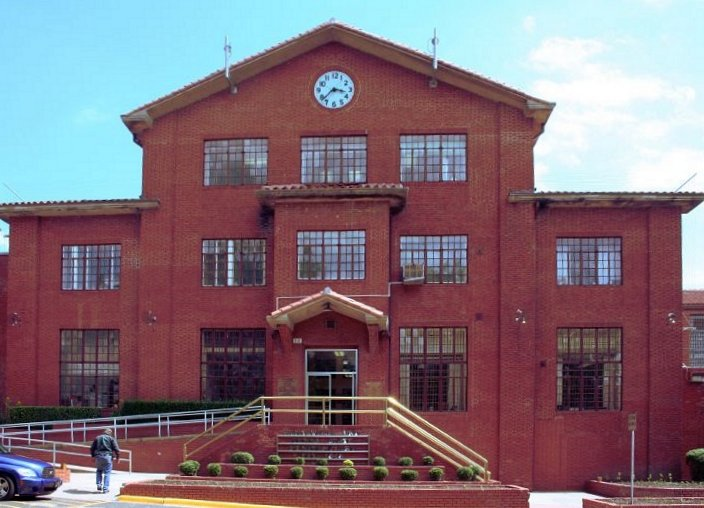
Pénintencier de Huntsville

King et Brewer ont été condamnés à mort et Berry à perpétuité. Brewer est mort exécuté par injection létale  au pénitencier du Texas de Hunstville le 21 septembre 2011 à quelques heures de celle plus médiatisée et controversée de Troy Davis. John King a été exécuté par injection létale le 24 avril 2019 dans ce même pénitencier.

## Conséquences

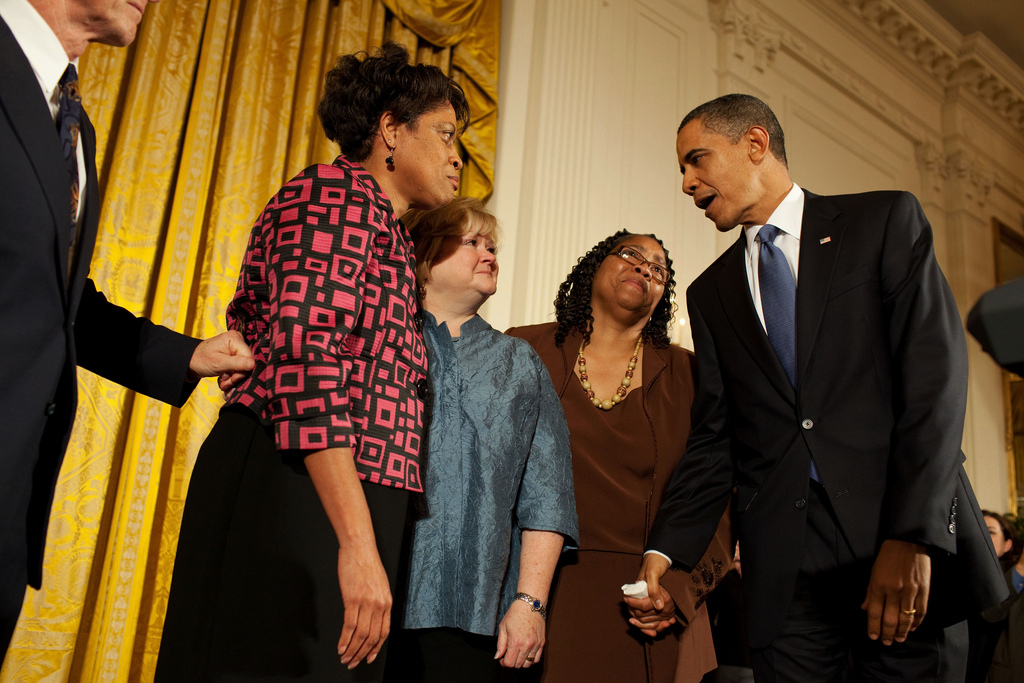
Le président des États-Unis Barack Obama avec deux sœurs de James Byrd, Jr. et la mère de Matthew Shepard lors d'une réception à la Maison Blanche après le vote du ' le 28 octobre 2009.

Le lynchage de Byrd a donné une impulsion pour le passage d'une loi sur les crimes racistes au Texas. Il a ensuite conduit à une loi fédérale le 22 octobre 2009, connue sous le nom de Matthew Shepard and James Byrd Jr. Hate Crimes Prevention Act (en) sur la prévention des crimes de haine (Matthew Shepard, jeune étudiant avait été torturé et assassiné cette même année 1998 en raison de son homosexualité).
Brewer ayant demandé un dernier repas « pantagruélique » avant sa mise à mort, et ayant finalement refusé de le prendre, l'État du Texas a décidé de mettre fin à cette tradition en servant le même repas à un condamné à mort pour son dernier jour qu'aux autres détenus.